# 國家職業棒球員協會
國家職業棒球員協會（National Association of Professional Base Ball Players），簡稱國家協會是美国职棒历史上的一个组织，於1871年成立並持續到1875年球季，後來因為問題叢生易手並更名為國家聯盟。國家協會一般被認為是第一個職業棒球聯盟和第一個大聯盟組織，雖然未被大聯盟承認。
造成國家協會未能长期存在的幾個因素包括：
- 單一球隊（波士頓）支配整個聯盟的生存
- 特許權的不穩定：幾個地方的城市太小以致於無法支撐大聯盟
- 缺乏核心權力
- 賭徒影響的嫌疑

## 誕生經過
1871年，一群來自芝加哥、克里夫蘭和波士頓等東、北部球團的球員代表，在紐約柯利爾俱樂部共商籌組職棒組織大計，他們事先有各自的想法，沒有為此事碰過面，卻決定趕在即將到來的球季前，以一天的時間訂下職棒基礎。
十幾個人，在一間雪茄煙繚繞的大廳，一夜之間，決定了美國第一個職業棒球組織的誕生。當時美國棒球隊是以球員為主的俱樂部體制有關。雖然從1839年到1871年，美國大型棒球俱樂部的成員都已成為固定專職球員，但遍布全國，在NABBP登記有案的近千個俱樂部，是由一些自願出錢、出力的金主和球員為主，成員的力量重於組織。
NABBP（National Association of Base Ball Players）最後一個字的P代表的就是「球員」，美國最大的一個業餘組織叫「國家棒球員」協會組織，當時球員的權力超過球隊，因此這個職棒組織在一夜之間倉促組成，並且申明球員可以不受契約限制，可任意轉隊。
這些球員當時的想法很簡單，只要將業餘的國家棒球員協會加上「職業」兩個字，不就產生職棒協會了！於是「國家職業棒球員協會」誕生了。

## 所有球隊
- 波士頓紅長襪 （1871年—1875年）
- 芝加哥白長襪 （1871年；1874年—1875年）
- （1871年—1872年）
- 福特韋恩克基 （1871年）
- 紐約同好 （1871年—1875年）
- 費城運動家 （1871年—1875年）
- 洛克福德森林市 （1871年）
- 特洛伊海馬 （1871年—1872年）
- 華盛頓奧林匹克 （1871年—1872年）
- 布魯克林大西洋 （1872年—1875年）
- 布魯克林艾克福德 （1872年）
- 巴爾的摩金絲雀 （1872年—1874年）
- 中部城市曼斯菲爾德 （1872年）
- 華盛頓國民 （1872年—1873年； 1875年）
- 華盛頓 （1873年）
- 巴爾的摩馬里蘭 （1873年）
- 費城白長襪（1873年）/費城珍珠（1874年）/費城費城人 （1875年）
- 伊莉莎白堅絕者 （1873年）
- 哈特福深藍 （1874年—1875年）
- 費城百年 （1875年）
- 約黑文榆樹市 （1875年）
- 聖路易棕長襪 （1875年）
- 聖路易紅長襪 （1875年）
- 基奧庫克西方人 （1875年）

## 沿革
- 1869年 國家棒球員協會從業餘轉成職業。
- 1869年—1870年 辛辛那提紅長襪證明職業棒球是可實行的企業。
- 1871年 幾個來自國家棒球員協會的球隊成立第一個職業棒球聯盟，國家職業棒球員協會。

- 1876年 六個來自國家協會和兩個獨立的球隊成立國家聯盟：波士頓、哈特福、互助、運動家、芝加哥和聖路易棕長襪來自於國家協會加上獨立的球隊路易士威爾和辛辛那提。

## 歷年冠軍
- 1871年 費城運動家
- 1872年 波士頓紅長襪
- 1873年 波士頓紅長襪
- 1874年 波士頓紅長襪
- 1875年 波士頓紅長襪

## 歷任會長
- 詹姆士·W·柯那 （1871年）
- 羅伯特·V·費格森 （1872年—1875年）